# Muntazer al Zaidi

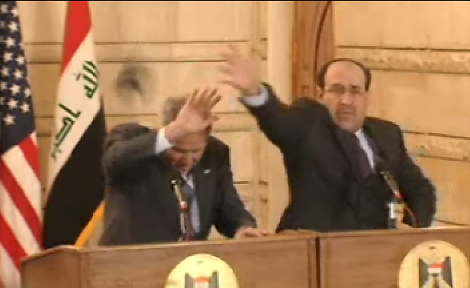
George W. Bush (izquierda) esquiva un zapato arrojado por al Zaidi. El primer ministro iraquí Nuri al Maliki (derecha) extiende un brazo para intentar rechazar el zapato, sin éxito.

Muntazer al Zaidi (en árabe: منتظر الزيدي) (nombres alternativos en vocablos occidentales: Muthathar, Muntadar, o Muthathi - al Zaidi o al Zeidi) (Nasiriya, 16 de enero de 1979) es un periodista iraquí.

## Incidente de los zapatos
El 14 de diciembre de 2008, en una conferencia de prensa conjunta del primer ministro de Irak Nuri al Maliki y del presidente de los Estados Unidos, atrajo la atención mundial al lanzar sus zapatos (sin éxito), uno tras otro, al presidente saliente de Estados Unidos George W. Bush. Al lanzarle el primer zapato, Zaidi insultó al presidente de Estados Unidos diciéndole «este es el beso de despedida del pueblo iraquí, perro» y enseguida le lanzó el segundo zapato diciendo «esto es por las viudas y por los huérfanos y por todos los asesinados en Irak». 
Tanto el acto de arrojarle los zapatos como el insulto de «perro» son considerados ofensas graves en el mundo árabe.
Inmediatamente después, al Zaidi fue aprehendido violentamente y permaneció detenido hasta el 15 de septiembre de 2009. Su familia denunció en repetidas ocasiones que había sufrido maltratos en la custodia, lo cual fue negado inicialmente por las autoridades iraquíes, pero aceptado finalmente por un juez, aunque minimizando el alcance de las lesiones.
El apoyo internacional al «periodista del zapatazo» se hizo sentir fuerte, realizándose manifestaciones en muchas partes del mundo. Para muchos, el gesto de al Zaidi expresó el sentimiento de rechazo a la política sostenida por la administración Bush.
Dentro de Irak, además de manifestaciones públicas, se produjeron discusiones en el parlamento y arrestos en el Ministerio del Interior bajo rumores de un intento de golpe de Estado, al tiempo que miembros de facciones rivales se unían pidiendo la libertad de Muntazer al Zaidi.
Los abogados de al Zaidi presentron una apelación a los cargos de "ataque a un funcionario extranjero", emitidos por el gobierno, alegando que "el acto de Zaidi se enmarca en la libertad de expresión". "Al Zaidi manifestó simplemente su rechazo a la ocupación y la política de represión contra los iraquíes", declaró su abogado, quien basaba su argumento en el Derecho Internacional
Durante el breve juicio, Al-Zaidi le dijo a la corte: 

«Mientras él [Bush] hablaba, yo repasaba sus logros en mi mente. Más de un millón de asesinados, la destrucción y humillación de las mezquitas, violaciones contra mujeres iraquíes, ataques contra los iraquíes cada día y cada hora. Todo un pueblo está entristecido por su política, mientras que él hablaba con una sonrisa en la cara y, bromeando con el primer ministro, le decía que iría a cenar con él después de la conferencia de prensa ... Así es que reaccioné a este sentimiento tirándole los zapatos. No pude detener esta reacción dentro de mí... fue espontánea.»

## Juicio
El juicio, previsto para el 31 de diciembre de 2008, fue aplazado mientras el tribunal tomaba una decisión sobre la apelación interpuesta.
El juicio comenzó el 19 de febrero de 2009, y en él, Al Zaidi rehusó disculparse. El 12 de marzo se reabrió el juicio, tras un receso de 3 semanas. Al Zaidi se declaró nuevamente inocente, y fue condenado aquel mismo día a tres años de prisión.
El 7 de abril, la Primera Corte de Apelaciones de Irak redujo la condena de tres a un año. Los cargos fueron reducidos de "asalto a un jefe de Estado" a "insulto a un líder extranjero". Este último cargo conlleva una pena de doce meses. Según la ley iraquí, se cumplen nueve meses de prisión por cada año, por lo que Muntaner Al Zaidi salió libre el 14 de septiembre. Denunció entonces torturas, que fueron negadas por el gobierno iraquí.

## Liberación y declaraciones
El 15 de septiembre de 2009 fue puesto en libertad, pero según sus declaraciones, dijo que los agentes de seguridad de George Bush lo golpearon, le mantuvieron la cabeza bajo el agua simulando que lo ahogaban y lo abandonaron al frío nocturno y a la intemperie durante las 24 horas posteriores a su arresto en diciembre. «Al mismo tiempo que el primer ministro iraquí [Nuri al Maliki] decía que no dormiría hasta que cerciorarse de que yo estaba seguro, a mí me torturaban de todo tipo de maneras», dijo Al Zaidi. «Exijo una disculpa de Al Maliki por ocultar la verdad sobre mi tortura», añadió. La televisión iraquí Al Bagdadiya, para la que trabaja, organizó una celebración masiva con música tradicional y flores para darle la bienvenida.
«Soy un nacionalista y no pude soportar que se le hiciera daño a mi país», añadió. «La ocupación nos dividió e hizo nuestros hogares lugares constantes de luto. Nuestras calles y parques se convirtieron en tumbas. Ésa fue mi única respuesta a un asesino que llega tras años de asesinatos y humillaciones a exaltar la victoria y la democracia. Esa fue la respuesta adecuada cuando todos los estándares habían sido violados», dijo el periodista.
Su salida de prisión estaba prevista el 14 de septiembre, tras cumplir nueve meses de condena, pero se retrasó.

## Premios
- Orden del Coraje (Libia).[13]